# سونی اریکسون دبلیو۹۶۰
سونی اریکسون دبلیو۹۶۰(به انگلیسی: Sony Ericsson W960i)مدل ارتقا یافته سونی اریکسون دبلیو۹۵۰ است که در ژوئن ۲۰۰۷ معرفی شد.

## نگارخانه

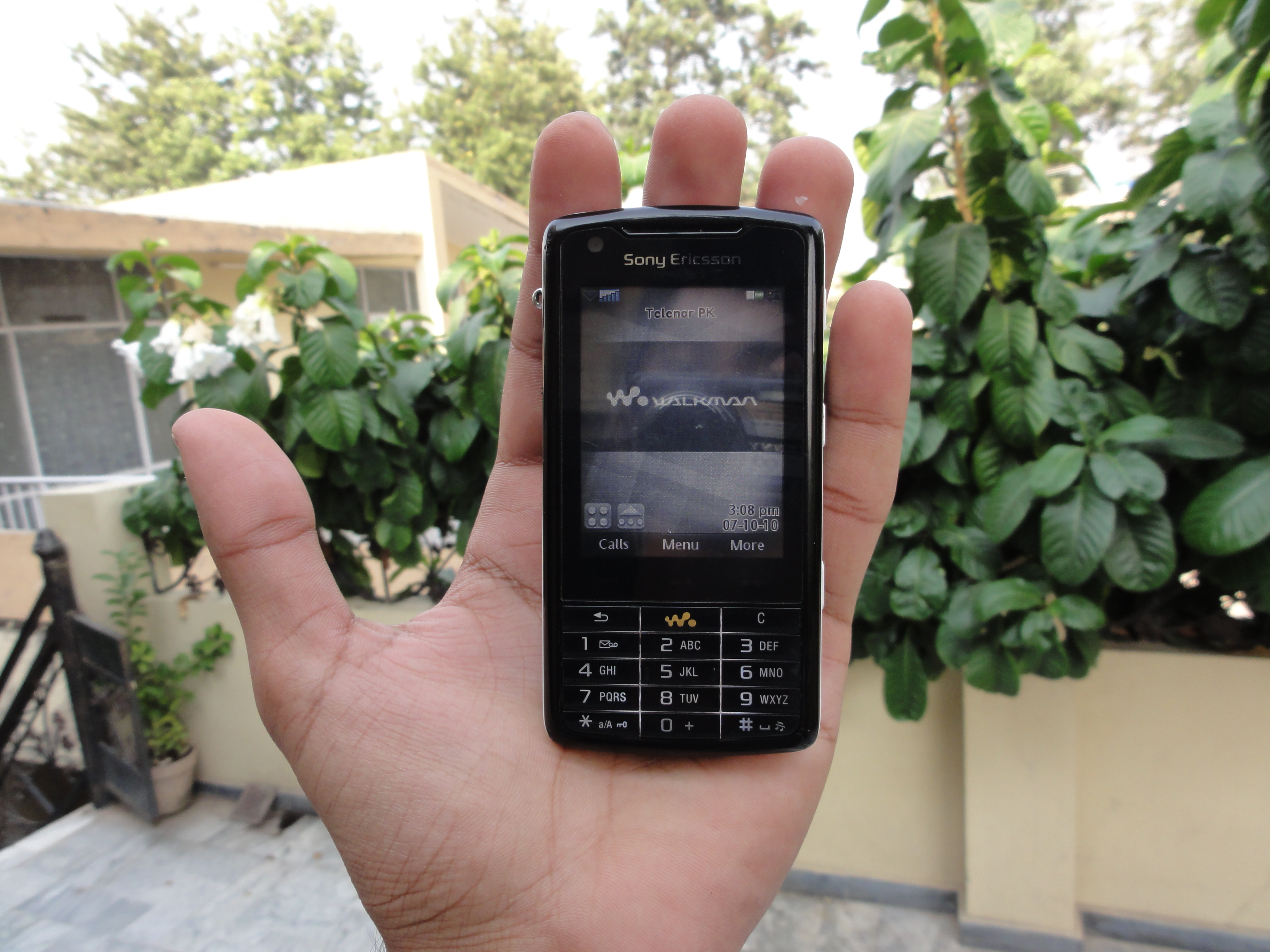
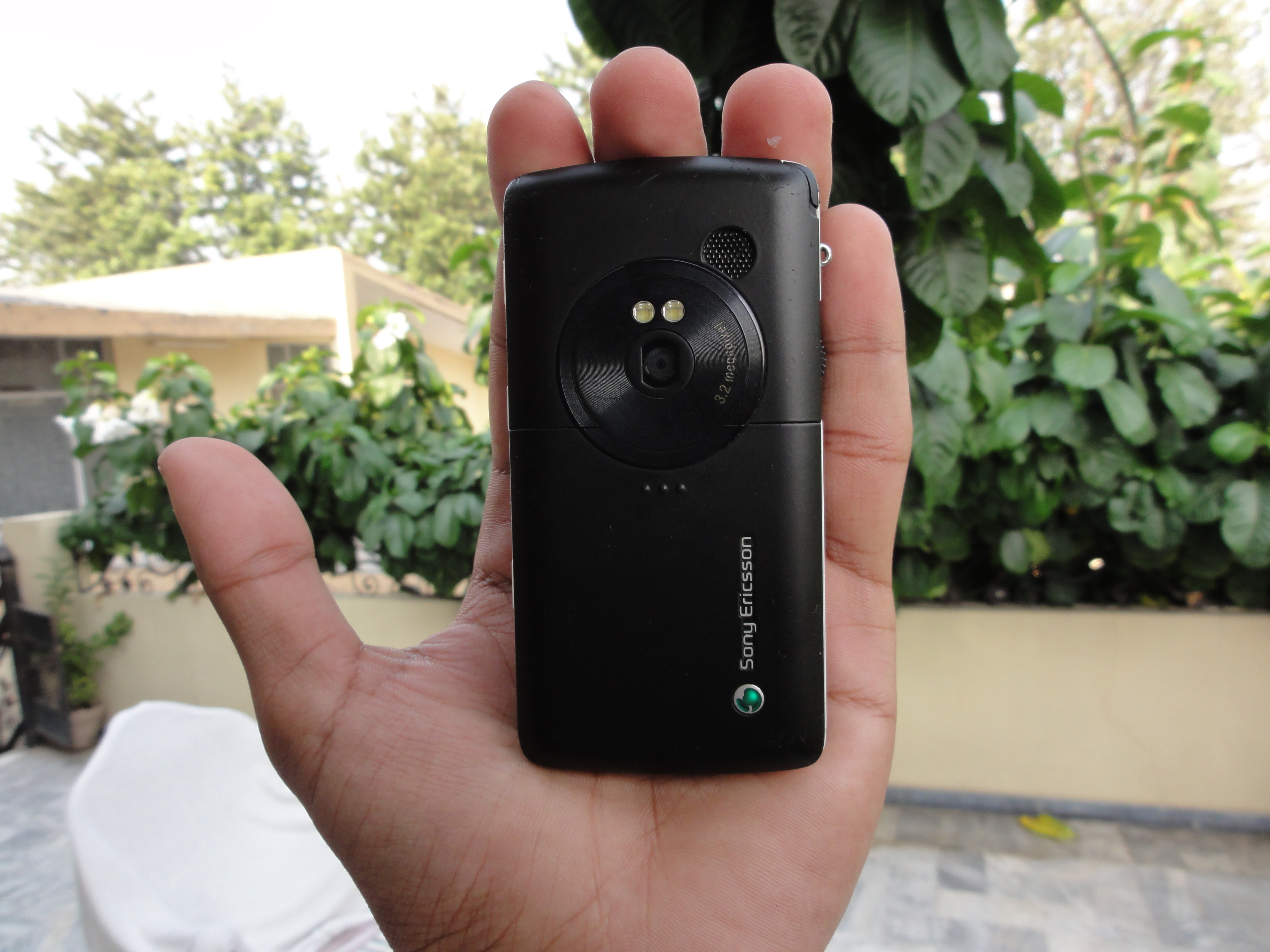
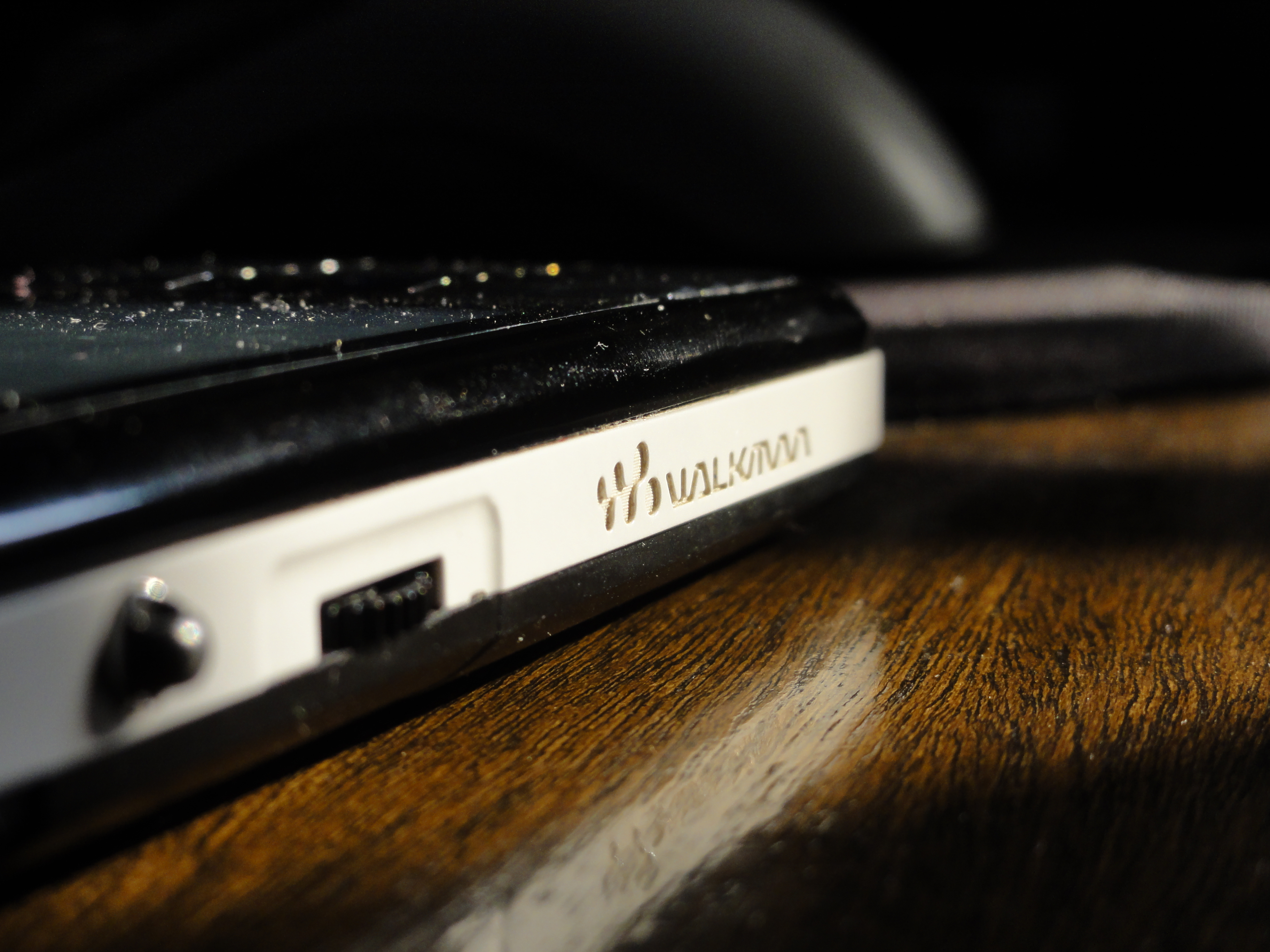
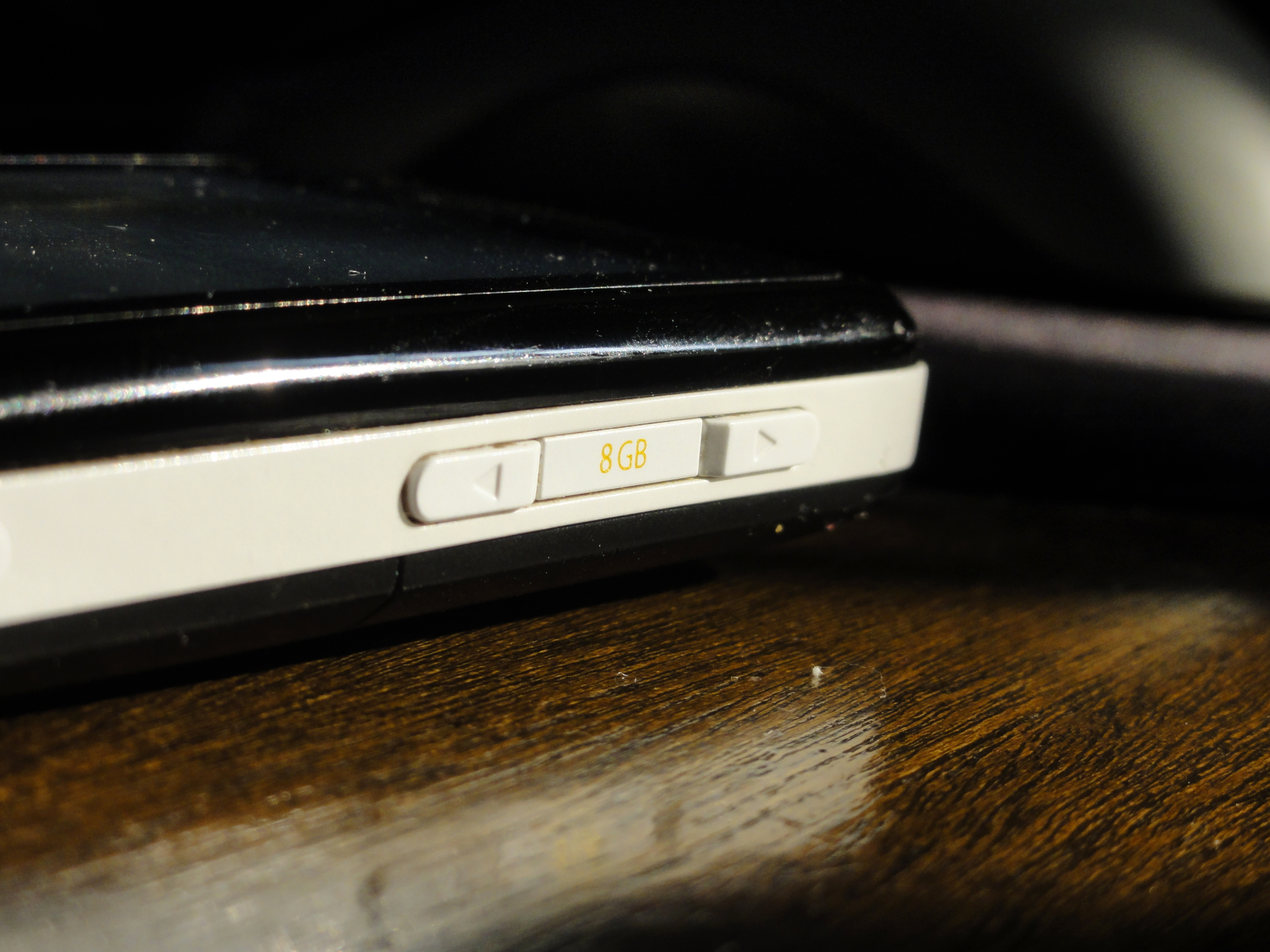